# Station Istres
Station Istres is een spoorwegstation in de Franse gemeente Istres.